# Гиресун
Гиресун (на турски: Giresun) е град и административен център на вилает Гиресун в Турция. Населението му е около 90 000 жители и се намира на 10 m н.в. на Черно море. Пощенският му код е 28x xx, а телефонният 0454.

## Личности
Родени
- Семра Сар (р. 1943), турска киноактриса